# Tanjung Ganti
Tanjung Ganti is een bestuurslaag in het regentschap Kaur van de provincie Bengkulu, Indonesië. Tanjung Ganti telt 135 inwoners (volkstelling 2010).